# Abdel Fall
Abdel Kader Pierre Fall (Dakar, 24 gennaio 1991) è un cestista senegalese con cittadinanza italiana.
Si Trasferisce in Italia nel 2005 per seguire il padre ex ambasciatore del Senegal in Italia.
Inizia a giocare a basket all'età di 17 anni alla Stella azzurra Roma dove finisce le giovanili ed esordisce in Serie B2 sempre con la Stella azzurra dove spicca per atletismo e energia.
Nel 2012 esordisce in A2 con la maglia di Trieste per poi approdare l'anno dopo alla Junior Casale sempre in A2  dove rimane per 3 stagioni con altrettanti apparizioni ai Playoff di A2.
Nel 2016 arriva la prima chiamata in A1 con la maglia di Torino. 
Ritorna in A1 l'anno dopo con la maglia della Leonessa Brescia dopo una breve esperienza a Udine . Raggiunge la semifinale scudetto malgrado un infortunio al polso che lo ha tenuto fuori per 3 mesi. 
L'anno dopo si stabilisce in A2 con le maglie di Eurobasket Roma, Scafati  Basket, Orlandina Basket, Latina basket dove rimane per 3 stagioni, Monferrato Basket.
Nel 2024 ritorna In A1 con la maglia della Pallacanestro Varese. 